# Josep Maria Balanyà
Josep Maria Balanyà és un músic i performer nascut a Barcelona. Pianista solista, artista sonor. Dirigeix orquestres d'improvisació en diversos llocs, principalment a Alemanya, Bèlgica, Suïssa i Amèrica. Música contemporània i experimental amb improvisació són les seves especialitats, que ha desenvolupat en quinze discos. També porta a terme creacions per a piano, veu, electrònica, dansa i instal·lacions sonores. Freqüenta festivals a Europa i Amèrica. Algunes de les seves creacions han estat Un peu à gauche, svp, Oxymoron Orchestra, 77 Trier West, Aqua Aeterna, Ultramarinos 451 i Intrus@. Toca amb Hans Koch, Joachim Kühn, Michiel Borstlap, Claudio Pontiggia, Ksenija Lukic, Neue Ensemble Hannover, Franz Hautzinger i Carlos Zingaro. El seu darrer disc (2015) és Don't Mind.